# Ignacio Granell
Ignacio „Nacho“ Granell (* 6. August 1997 in Puigcerdà) ist ein spanischer Eishockeyspieler, der seit 2012 beim CG Puigcerdà unter Vertrag steht und mit dem Klub seit 2013 in der Superliga spielt.

## Karriere
Ignacio Granell begann seine Karriere in seiner katalanischen Geburtsstadt beim CG Puigcerdà. Nachdem er zunächst in Juniorenmannschaften des Klubs spielte, wird er seit 2013 in der Superliga eingesetzt. 2020 wurde er mit dem Klub spanischer Meister und zwei Jahre später Pokalsieger. 2023 war er bester Vorbereiter der Superliga.

### International
Für Spanien nahm Granell im Juniorenbereich an den U18-Weltmeisterschaften 2014 und 2015 sowie den U20-Weltmeisterschaften 2016 und 2017, als er gemeinsam mit dem Serben Luka Vukičević Torschützenkönig des Turniers wurde, jeweils in der Division II teil.
Sein Debüt in der Herren-Nationalmannschaft gab Granell bei der Weltmeisterschaft 2018, als ihm mit seiner Mannschaft der Aufstieg von der B- in die A-Gruppe der Division II gelang. Dort spielte er dann bei den Weltmeisterschaften 2019, 2022 und 2023, als den Iberern nach zwölf Jahren die Rückkehr in die Division I gelang. Zudem vertrat er seine Farben bei den Olympiaqualifikationen für die Winterspiele in Peking 2022 und in Mailand 2026.

## Erfolge und Auszeichnungen
- 2017 Torschützenkönig bei der U20-Weltmeisterschaft der Division II, Gruppe B
- 2018 Aufstieg in die Division II, Gruppe A, bei der Weltmeisterschaft der Division II, Gruppe B
- 2020 Spanischer Meister mit dem CG Puigcerdà
- 2022 Spanischer Pokalsieger mit dem CG Puigcerdà
- 2023 Bester Vorbereiter der Superliga
- 2023 Aufstieg in die Division I, Gruppe B, bei der Weltmeisterschaft der Division II, Gruppe A